# Petersburg (Virginia)
Petersburg (oficialmente como City of Petersburg), fundada en 1748, es una de las 39 ciudades independientes del estado estadounidense de Virginia. En el año 2005, la ciudad tenía una población de 33.740 habitantes y una densidad poblacional de 545,2 personas por km², convirtiéndola en la ciudad con menos población del estado.

## Geografía
Petersburg se encuentra ubicada en las coordenadas 36°56′12″N 82°37′31″O / 36.936805, -82.625146. Según la Oficina del Censo, la ciudad tiene un área total de 60,1 km² (23,2 mi²), de la cual 59,3 km² (22,9 mi²) es tierra y 0,8 km² (0,3 mi²) (1.29%) es agua.

## Demografía
Según el Censo de 2000, había 33,740 personas, 13,799 hogares y 8,513 familias residiendo en la localidad. La densidad de población era de 1,474.6 hab./km². Había 15,955 viviendas con una densidad media de 269.2 viviendas/km². El 18.52% de los habitantes eran blancoseuropeos, el 78.97% afroamericanos, el 0.20% amerindios, el 0.70% asiáticos, el 0.03% isleños del Pacífico, el 0.59% de otras razas y el 1.00% pertenecía a dos o más razas. El 1.37% de la población eran hispanos o latinos de cualquier raza.
Los ingresos medios por hogar en la localidad eran de $28,851, y los ingresos medios por familia eran $33,955. Los hombres tenían unos ingresos medios de $27,859 frente a los $21,882 para las mujeres. La renta per cápita para el condado era de $15,989. Alrededor del 19.6% de la población estaban por debajo del umbral de pobreza.

## Hijos ilustres
- Joseph Cotten (1905 - 1994), actor.